# Theo Walcott
Theo James Walcott (Stanmore, Gran Londres, Anglaterra 16 de març del 1989), és un jugador de futbol anglès. Actualment juga cedit al Southampton FC i per la selecció anglesa des del 2006.

## Carrera professional
Debutà amb el Southampton en el 2004 en un partit contra el Watford FC i en el 2006 amb l'Arsenal en un partit contra el Chelsea FC. Feu 2 gols en la humiliant golejada sobre el Slavia Praga en Londres, i un gol seu li donà l'empat al seu equip en el partit de semifinals de la Carling Cup enfront del seu etern rival, el Tottenham Hotspur FC, en el partit de tornada el seu equip perdria 5 a 1, però el no jugà, ja que el partit d'anada es retirà lesionat, sent canviat per Mark Randall.
En el seu quart partit com internacional amb la selecció d'Anglaterra, anotà 3 gols que tancaren la victòria sobre Croàcia a les eliminatòries de Sud-àfrica 2010, el partit fou el 10 de setembre del 2008. Tingué una destacada campanya 2008-2009 participant en 35 partits entre Lliga i Copa. També se li recorda per la gran jugada contra Liverpool en la semifinal de la Lliga de Campions 2008 duent el baló d'àrea a àrea amb gran categoria i sorprenent velocitat.